# 松原操
松原 操（まつばら みさお、1911年3月28日 - 1984年6月19日）は主に戦前期に活躍した女性流行歌歌手。戦前まではミス・コロムビアという名でも活躍した。1939年に歌手・霧島昇（本名：坂本栄吾）と結婚。

## 生涯
1911年（明治44年）3月28日、北海道小樽区（現・小樽市）生まれ。東京音楽学校（現：東京芸術大学）在学中、1933年（昭和8年）、コロムビアから「ミス・コロムビア」という覆面歌手として『浮草の唄』でデビューする。当時、ビクターの小林千代子がデビュー当時に「金色仮面」として売り出したところ話題を呼び、後にヒット歌手となったことから、コロムビアも松原操を売り出すために宣伝の写真にも目隠しをして彼女をデビューさせた。
1933年、人気スター・伏見信子と人気子役の高峰秀子が共演した松竹映画『十九の春』の同名の主題歌が、ポリドールからコロムビアが引き抜いてきた江口夜詩の作曲により、ミス・コロムビアの歌で発売されると大ヒット。その後は、『並木の雨』『秋の銀座』『月のキャムプ』『あの日あの時』などのヒットを連発し、美貌と美声を兼ね備えた流行歌手として人気を博すが、1936年（昭和11年）、予定されていた新興映画『初恋日記』の主題歌『花嫁行進曲』のレコーディングを控えながら、病気のため1年間の療養を余儀なくされる。
1937年（昭和12年）には復帰を果たし、一連のネエ小唄ブームの流れを組む『ふんなのないわ』が本人の思惑とは相反して、カムバック後の最初のヒットとなった。同年7月、NHKの特別番組として、当時の女性歌手が総出演の音楽放送『鶯の競演』に出演。松原操の出演中に番組を中断し、盧溝橋事件の臨時ニュースが流れた。デビュー当時から、『流浪の民』などの声楽曲は、本名の松原操でレコードが発売されていたが、日中戦争勃発後、彼女がレコーディングした戦時歌謡もほとんどが松原操の名前で発売されている。
松原操として歌った『婦人愛国の歌』『兵隊さんよありがとう』などがヒットする一方で、1938年（昭和13年）、デビュー間もない霧島昇と歌った松竹映画『愛染かつら』の主題歌『旅の夜風』と『悲しき子守唄』がミス・コロムビアとしての最大のヒット曲となる。映画『愛染かつら』自体が爆発的な人気となり、続編、完結編が製作されると、『愛染夜曲』『朝月夕月』『愛染草紙』『荒野の夜風』と一連の主題歌が合わせて発売され、いずれもヒットしている。映画の中では、田中絹代が歌うシーンの吹き替えを松原操が担当したが、当時はアフレコの技術があまり世間に知られていなかったため、田中自身が歌っていると勘違いをする観客も多かったという。『愛染かつら』はこの後も、劇中で歌った『ドリゴのセレナーデ』が、松原操の名前で改めてレコードが発売され、さらには、霧島昇、渡辺良らと『愛染物語』という短編映画にも出演するほどのブームとなったのである。
『旅の夜風』のヒットで、《愛染コンビ》と呼ばれた霧島昇との共演が多くなり、『一杯のコーヒーから』『愛馬進軍歌』『愛染夜曲』が続けてヒット。ステージや巡業の機会が多くなったことから、3歳年下の霧島昇との関係が親密となっていった。そして、1939年（昭和14年）暮れ、作曲家・山田耕筰夫妻の媒酌によって、人気歌手同士の結婚が成立したのである。

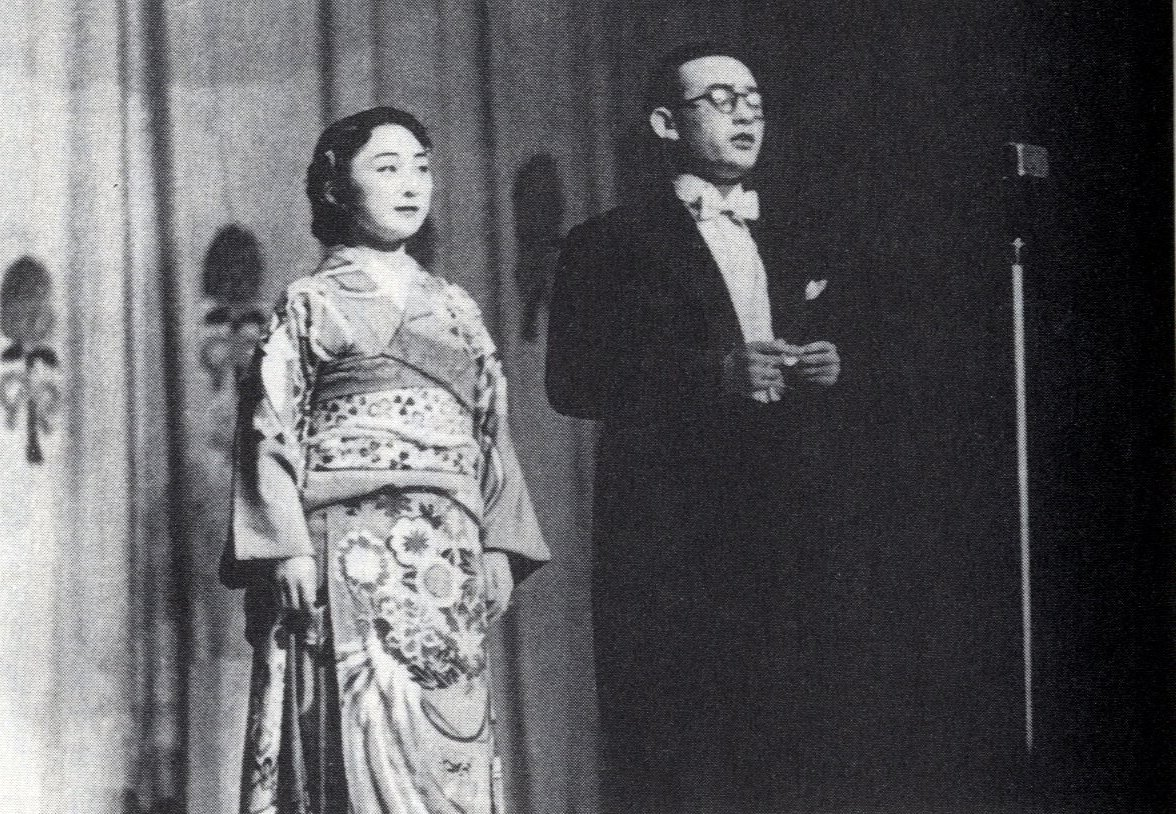
夫・霧島昇とともに（1939年）

1940年（昭和15年）以降も、「結婚後は人気が落ちる」という通説を覆し、『目ン無い千鳥』『愛馬花嫁』などのヒットを続けるが、内務省からのカタカナ名前の芸名を禁じる指令の対象となり、ミス・コロムビアとしての活動に終止符を打ち、松原操として活躍を続けた。家庭と仕事を両立させ、戦時中も『大空に祈る』『いさおを胸に』などをレコーディング。また、スクリーンにおいても、1939年の松竹映画『純情二重奏』をはじめ、1940年には同じく高峰三枝子が主演した松竹映画『信子』にも音楽教師役として演じた。
終戦後、生来身体が丈夫ではなかったこともあり、1948年（昭和23年）に『三百六十五夜』を夫・霧島昇とともにレコーディングしたのを最後に完全引退。家庭の人として、霧島昇をささえ、育児に専念することとなる。その後、何度もカムバックの話があったものの、歌うことに関しては一切の仕事を断り続けた。1981年（昭和56年）、霧島昇の歌手生活45周年を記念して発売された『妻よ』に松原操として台詞を入れて参加し、30数年ぶりのレコーディングを行った。
しかしそれから3年後の1984年（昭和59年）4月、霧島に69歳で先立たれる。妻の操は「パパ置いていかないで。私も連れてって!」と夫の遺体にすがり付きながら泣き叫んだという。当時霧島と別の病院に入院中であった操は、病身を押しながら葬儀を執り行い、霧島昇の49日の法要を終えた。それから間もなくして妻の操も、まるで亡き夫の後をすぐ追うかのように、同年6月19日に胆石病でこの世を去った。73歳没。霧島昇と同じ東京都の長谷寺に眠る。
戦後、コロムビアは女性歌手のPRとしてミス・コロムビアの流れを汲む「コロムビア・ローズ」を誕生させ、現在に至るまで、3代のコロムビア・ローズがデビューしている。
霧島・松原夫妻の忘れ形見である長男の坂本紀男と三女の大滝てる子は、現在も父母のヒット曲を歌い継いでいる。
　

## 代表曲
- 『浮草の唄』（昭和8年(1933年)）
- 『十九の春』（昭和8年(1933年)）
- 『並木の雨』（昭和8年(1933年)）
- 『秋の銀座』（昭和9年(1934年)）
- 『ふんなのないわ』（昭和12年(1937年)）
- 『前線への便り』（昭和12年(1937年)）共唱：霧島昇
- 『愛国行進曲』（昭和13年(1938年)）共唱：霧島昇、伊藤久男、二葉あき子 他
- 『婦人愛国の歌』（昭和13年(1938年)）共唱：霧島昇、コロムビア女声合唱団
- 『傷痍の勇士』（昭和13年(1938年)）共唱：霧島昇
- 『旅の夜風』（昭和13年(1938年)）共唱：霧島昇
- 『悲しき子守唄』（昭和13年(1938年)）
- 『一杯のコーヒーから』（昭和14年(1939年)）共唱：霧島昇
- 『父よあなたは強かった』（昭和14年(1939年)）共唱：霧島昇、伊藤久男、二葉あき子
- 『兵隊さんよありがとう』（昭和14年(1939年)）共唱：飯田ふさ江
- 『チョコレートと兵隊』（昭和14年(1939年)）共唱：霧島昇
- 『満州鉄道唱歌（上）』（昭和14年(1939年)）共唱：霧島昇
- 『富士に別れて』（昭和14年(1939年)）共唱：霧島昇
- 『愛馬進軍歌』（昭和14年(1939年)）共唱：霧島昇
- 『愛染草紙』（昭和14年(1939年)）共唱：霧島昇
- 『荒野の夜風』（昭和14年(1939年)）
- 『愛染夜曲』（昭和14年(1939年)）共唱：霧島昇
- 『朝月夕月』（昭和14年(1939年)）
- 『小鳥鳴く日』（昭和14年(1939年)）共唱：霧島昇
- 『花の亜細亜に春が来る』（昭和14年(1939年)）共唱：霧島昇
- 『くろがねの力』（昭和14年(1939年)）共唱：霧島昇、伊藤久男、二葉あき子
- 『目ン無い千鳥』（昭和15年(1940年)）共唱：霧島昇
- 『新妻模様』（昭和15年(1940年)）共唱：霧島昇
- 『別れゆく花』（昭和15年(1940年)）共唱：霧島昇
- 『夕日の戦線』（昭和15年(1940年)）共唱：霧島昇
- 『愛馬花嫁』（昭和15年(1940年)）
- 『畝傍の松風』（昭和15年(1940年)）共唱：霧島昇 他
- 『奉祝国民歌 紀元二千六百年』（昭和15年(1940年)）共唱：霧島昇、藤山一郎、伊藤久男、二葉あき子
- 『そうだその意気』（昭和16年(1941年)）共唱：霧島昇、李香蘭
- 『君よ共に歌わん』（昭和16年(1941年)）共唱：霧島昇
- 『隣組行進曲』（昭和16年(1941年)）共唱：霧島昇、高橋祐子
- 『愛国班の歌』（昭和16年(1941年)）共唱：霧島昇
- 『みんな揃って翼賛だ』（昭和16年(1941年)）共唱：霧島昇、高橋祐子
- 『なんだ空襲』（昭和16年(1941年)）共唱：霧島昇、二葉あき子
- 『茜の雲の燃ゆる時』（昭和16年(1941年)）共唱：霧島昇
- 『蒙古の月』（昭和16年(1941年)）共唱：霧島昇
- 『若きマリア』（昭和16年(1941年)）共唱：霧島昇
- 『今年の燕』（昭和17年(1942年)）共唱：霧島昇
- 『大日本行進曲』（昭和17年(1942年)）共唱：霧島昇
- 『故郷の白百合』（昭和18年(1943年)）共唱：霧島昇
- 『大空に祈る』（昭和18年(1943年)）共唱：三原純子、菊池章子
- 『いさおを胸に』（昭和19年(1944年)）共唱：楠木繁夫
- 『大航空の歌』（昭和19年(1944年)）共唱：霧島昇
- 『花咲く銀座』（昭和21年(1946年)）共唱：霧島昇
- 『復興ソング』（昭和21年(1946年)）共唱：霧島昇
- 『立ち上り音頭』（昭和21年(1946年)）共唱：霧島昇
- 『ハートのクィーン』（昭和22年(1947年)）共唱：霧島昇
- 『ある月の夜に』（昭和22年(1947年)）共唱：霧島昇
- 『三百六十五夜』（昭和23年(1948年)）共唱：霧島昇
- 『妻よ/ふるさと慕情』（昭和56年(1981年)）共唱：霧島昇

## テレビ出演
- 『木曜ゴールデンドラマ・花も嵐も踏み越えて 西条八十の愛と歌』（1980年、YTV）